# 焦雄屏
焦雄屏（1953年8月8日—），台湾電影人，也參與製片、行銷、影評工作，是中時晚報電影獎（後來的臺北電影獎）創始人之一。也長期參與台灣電影在國際市場的行銷。2007年－2008年出任金馬影展主席。2013年獲得台北電影獎卓越貢獻獎。
焦雄屏曾參與《洞》、《十七岁的单车》、《藍色大門》等多部電影的監製，因為《阮玲玉》和邱戴安平獲得第28屆金馬獎最佳原著劇本提名。
焦雄屏曾著有《台港電影中的作者與類型》（1991年，遠流），《改變歷史的五年：國聯電影研究》（1993年，萬象圖書）等書，編著《台灣新電影》（1990年，時報文化）、《臺灣電影90新新浪潮》（2002年，麥田出版）等書。

## 電影作品
以下列出部份的作品
| 年份 | 電影                   | 片種     | 導演            | 職務     |
| ---- | ---------------------- | -------- | --------------- | -------- |
| 2021 | 《爸爸，等你》         | 劇情長片 | 王崑琳          | 監製     |
| 2021 | 《再見，少年》         | 劇情長片 | 殷若昕          | 監製     |
| 2019 | 《尋羌》               | 紀錄長片 | 高屯子          | 監製     |
| 2018 | 《狗狗傷心誌》         | 動畫長片 | 張毅            | 策劃     |
| 2018 | 《幻土》               | 劇情長片 | 楊修華          | APSA導師 |
| 2015 | 《上海王》             | 劇情長片 | 胡雪樺          | 監製     |
| 2012 | 《大同-康有為在瑞典》  | 紀錄片   | 陳耀成          | 監製     |
| 2011 | 《小偷》               | 短片     | 陳鈺杰          | 監製     |
| 2011 | 《初戀風暴》           | 劇情長片 | 江豐宏          | 監製     |
| 2010 | 《愛你一萬年》         | 劇情長片 | 北村豐晴        | 監製     |
| 2010 | 《我，19歲》           | 劇情長片 | 鄭乃方          | 監製     |
| 2010 | 《疼惜天地》           | 紀錄片   | 王承洋          | 監製     |
| 2010 | 《觀音山》             | 劇情長片 | 李玉            | 策劃     |
| 2010 | 《如夢》               | 劇情長片 | 羅卓瑤          | 監製     |
| 2009 | 《生日願望》           | 短片     | 王承洋          | 監製     |
| 2009 | 《聽說》               | 劇情長片 | 鄭芬芬          | 監製     |
| 2009 | 《白銀帝國》           | 劇情長片 | 姚樹華          | 監製     |
| 2008 | 《跳格子》             | 短片     | 姜秀瓊          | 監製     |
| 2007 | 《戰‧鼓》              | 劇情長片 | 畢國智          | 監製     |
| 2007 | 《蘋果》               | 劇情長片 | 李玉            | 策劃     |
| 2004 | 《綠帽子》             | 劇情長片 | 劉奮鬥          | 策劃     |
| 2003 | 《幽媾》               | 劇情長片 | 郭偉倫          | 策劃     |
| 2003 | 《二弟》               | 劇情長片 | 王小帥          | 監製     |
| 2002 | 《藍色大門》           | 劇情長片 | 易智言          | 監製     |
| 2001 | 《愛你愛我》           | 劇情長片 | 林正盛          | 監製     |
| 2001 | 《十七歲的單車》       | 劇情長片 | 王小帥          | 監製     |
| 2000 | 《命帶追逐》           | 劇情長片 | 蕭雅全          | 策劃     |
| 1998 | 《洞》                 | 劇情長片 | 蔡明亮          | 監製     |
| 1997 | 《望鄉》               | 紀錄片   | 徐小明          | 監製     |
| 1997 | 《侯孝賢畫像》         | 紀錄片   | Olivier Assayas | 監製     |
| 1997 | 《香港情懷之念你如昔》 | 紀錄片   | 關錦鵬          | 監製     |
| 1997 | 《香港情懷之去日苦多》 | 紀錄片   | 許鞍華          | 監製     |
| 1992 | 《阮玲玉》             | 劇情長片 | 關錦鵬          | 故事     |

## 外部連結
- 焦雄屏的部落格 （页面存档备份，存于）
- 焦雄屏在互联网电影资料库（IMDb）上的資料（英文）